# Pelles lusthus

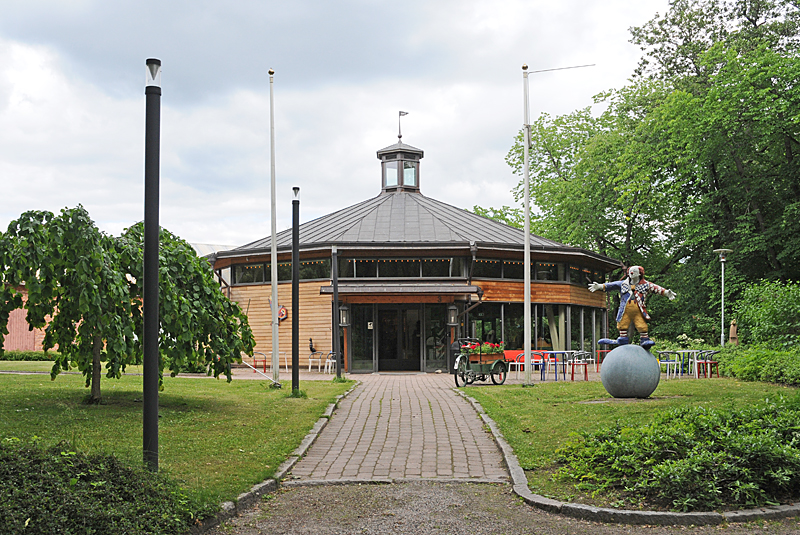
Lusthuset i juni 2011.

Pelles lusthus var ett handelsbodsmuseum på Bruksgränd 3 i Nyköping. Museet visade bland annat en skyltsamling och en gammaldags lanthandel. Lokalerna användes också för konferenser, bröllop och som mötes- och festlokal. 
Lusthuset är uppbyggt i cederträ och glas och ligger i anslutning till en bultfabrik från 1800-talet nära Nyköpingsån. Initiativtagare och finansiär var nyköpingsbon Pelle Nilsson. Numera ägs Pelles lusthus av Svenska kulturpärlor som även driver hotell- och konferensanläggningen Duveholms herrgård.
För tillfället (september 2019) är Pelles Lusthus inte i drift på grund av omfattande renoveringar.
Den 11 mars 2021 övertogs museets samlingar av Nyköpings hembygdsförening och kommer att flyttas till kulturarvsmuseet Stadsvakten. 